# エバ・オシンスカ
エバ・オシンスカ (Ewa Osinska)は、ポーランドのピアニスト。
ワルシャワ音楽院とパリ音楽院で学ぶ。1982年にはマジョルカ島で開催されたショパン・コンクールの審査員を務めた。名前はEva Osinskaと綴ることもある。